# 太原电力高等专科学校
太原电力高等专科学校（英語：Taiyuan Institute of Electrical Engineering）曾是一所山西省政府举办、山西省教育厅主管的一所工程应用型工科院校。2014年合并至山西大学。

## 历史沿革
学校的前身是1955年初由中华人民共和国燃料工业部创办的华北电业管理局太原电力工人技术学校。
- 1955年，华北电业管理局太原电力工人技术学校创建，属华北电业管理局领导

学校创建初期，根据华北电业管理局的意向，将校址选定在太原第一热电厂厂址附近
- 1955年10月，华北电业管理局改名为北京电业管理局，学校更名为北京电业管理局太原电力技工学校
- 1958年8月，经中华人民共和国水利电力部批准，学校改为山西省电力工业厅太原电力中等技术学校（简称太原电校），属中等专业学校；同时附设电力专科班，属山西省电力工业厅领导
- 1960年7月，经山西省人民委员会批准，学校升格为山西电力工业专科学校，仍兼办中专
- 1961年，经山西省人民委员会批准，山西电力工业专科学校名义取消，仍改为中等专业学校，定名“山西省电力工业学校”。后因自然灾害，学校休学2年，于1963年复学
- 1964年7月，学校更名为山西电业管理局太原电力技工学校，同时兼办中专、技工学历教育
- “文化大革命”中，学校受到破坏，改为山西省农电修造厂
- 1972年，山西省电力局经请示山西省革命委员会批准，选新址复校招生，定名为山西省电力学校

山西省电业局以(72)晋电业第22号文拨款40万元，购到太原市大东关小沟坡山西广播器材厂厂址；后又多次征购太原大东关砖厂土地。
- 1978年12月，学校开办太原工学院电力专科班
- 1981年5月，经山西省人民政府批准，太原工学院电力专科班改为太原工学院电力分院，招收本科生，学制4年
- 1984年，山西省电力学校迁址到太原市河西区，定名为太原电力学校
- 1984年，在临汾的山西电力职工大学迁入原山西省电力学校内，与太原工学院电力分院利用同一校址，实行相对独立办学。[2]。
- 1985年，太原工学院电力分院亦改称为太原工业大学电力分校
- 1987年12月，经国家教委批准，太原工业大学电力分校调整为太原电力专科学校
- 1987年，山西电力职工大学从学校搬出，迁至太原市平阳路西巷，独立建制
- 1988年2月9日，山西省人民政府(88)晋政函8号文通知：太原工业大学电力分校从1988年起停止招生，待现有在校生毕业后即行撤销。
- 1991年7月，原太原工业大学电力分校最后一届93名本科毕业生和300名专科毕业生毕业。
- 1992年4月，国家教委按照国务院关于对普通高等专科学校名称进行整顿的精神，将太原电力专科学校改名为太原电力高等专科学校
- 1994年7月，省电力局决定，山西电力职工大学同太原电力高等专科学校合并办学，校名仍为太原电力高等专科学校
- 2000年，与山西大学联合创办山西大学工程学院，学院与太原电力高等专科学校同时面向全国与山西招生[3]，两块牌子同时运行。[4]
- 2014年，经教育部批准[5]，太原电力高等专科学校并入山西大学[6]。原太原电力高档专科学校改建为山西大学的专科部，校址成为山西大学大东关校区。

## 院系设置
学校现有电力工程系、动力工程系、环境工程系、电子信息工程系、计算机工程系、自动化系、土木工程系、管理工程系等系，20个专科专业，11个本科专业，2个硕士点。